# خرید اقساطی
خرید اقساطی (انگلیسی: Hire purchase) اقساط ماهانه معادل (EMI) مبلغ پرداختی ثابتی است که توسط وام گیرنده به وام دهنده در تاریخ مشخصی در هر ماه تقویمی پرداخت می‌شود. برای بازپرداخت مبلغ اصلی و بهره وام یا بدهی در یک دوره از پیش تعیین شده استفاده می‌شود. EMIها معمولاً برای انواع مختلف وام‌ها، از جمله وام مسکن، وام خودرو، وام‌های شخصی و وام‌های مصرفی بادوام استفاده می‌شوند.
مبلغ EMI بر اساس سه عامل کلیدی محاسبه می‌شود: مبلغ اصلی، نرخ بهره و مدت زمان تصدی وام. مبلغ اصلی به کل مبلغ وام گرفته شده از وام دهنده اشاره دارد. نرخ بهره درصدی است که وام دهنده از مبلغ وام گرفته دریافت می‌کند که هزینه وام را تعیین می‌کند. مدت تصدی وام مدتی است که وام گیرنده با بازپرداخت وام موافقت می‌کند.
برای محاسبه EMI، موسسات مالی و وام دهندگان از فرمولی استفاده می‌کنند که این سه عامل را در نظر می‌گیرد. رایج‌ترین فرمول مورد استفاده برای محاسبه EMI به عنوان «روش کاهش تعادل» یا «روش کاهش تعادل» شناخته می‌شود. این روش پس از کسر هر پرداخت دوره ای که توسط وام گیرنده انجام می‌شود، سود موجودی باقی مانده وام را محاسبه می‌کند.

## فرمول محاسبه
فرمول محاسبه EMI با استفاده از روش تعادل کاهنده به شرح زیر است:
EMI = [P x R x (1+R)^N] / [(1+R)^N-1]
جایی که:
EMI = اقساط ماهانه معادل
P = مبلغ وام اصلی
R = نرخ بهره ماهانه (نرخ سود سالانه تقسیم بر ۱۲)
N = مدت تصدی وام در ماه
به عنوان مثال، اجازه دهید یک وام ۱۰۰۰۰ دلاری با نرخ سود سالانه ۱۰٪ و مدت زمان تصدی وام ۵ ساله (۶۰ ماهه) را در نظر بگیرید. با استفاده از فرمول ذکر شده در بالا:
P = ۱۰۰۰۰ دلار
R = ۱۰٪/۱۲ = ۰٫۰۰۸۳۳ (نرخ بهره ماهانه)
N = ۶۰
EMI = [10000 x 0.00833 x (۱+۰٫۰۰۸۳۳)^۶۰] / [(۱+۰٫۰۰۸۳۳)^۶۰-۱]
EMI = ۲۱۲٫۴۷ دلار (تقریبا)
بنابراین، وام گیرنده باید تقریباً ۲۱۲٫۴۷ دلار را به عنوان EMI هر ماه به مدت ۵ سال برای بازپرداخت وام بپردازد.
توجه به این نکته مهم است که مقدار EMI در طول مدت تصدی وام ثابت می‌ماند، اما نسبت اجزای اصل و بهره در طول زمان تغییر می‌کند. در ابتدا، بخش بزرگ‌تری از EMI صرف پرداخت سود می‌شود، در حالی که با پیشرفت وام، بخش بزرگ‌تری به سمت بازپرداخت مبلغ اصلی می‌رود.
EMIها یک برنامه بازپرداخت ساختاریافته به وام گیرندگان ارائه می‌دهند که مدیریت مالی و بودجه آنها را بر این اساس آسان‌تر می‌کند. با توزیع بازپرداخت وام در یک دوره ثابت، وام گیرندگان می‌توانند هزینه‌های خود را به‌طور موثرتری برنامه‌ریزی کنند.
در نتیجه، اقساط ماهانه معادل (EMI) پرداخت ثابتی است که وام گیرنده به وام دهنده در فواصل زمانی منظم، معمولاً ماهانه، برای بازپرداخت اصل مبلغ و بهره وام یا بدهی انجام می‌دهد. با استفاده از فرمولی که مبلغ اصلی، نرخ بهره و مدت وام را در نظر می‌گیرد، محاسبه می‌شود. مقدار EMI در طول مدت تصدی وام ثابت می‌ماند، اما نسبت اجزای اصل و بهره در طول زمان تغییر می‌کند.

## خرید اقساطی در ایران
عموما خرید اقساطی در کشورهای مختلف وجود دارد اما شرایط ارائه این سرویس در ایران متفاوت است. در ایران شرکت های مختلفی پدید آمده اند که با توجه به ارتباطات مالی با بانک های ایرانی و یا سرمایه گذاران بخش خصوصی اقدام به ارائه سرویس های فروش اقساطی کالا می نمایند. برخی از اقساطی فروش ها، محصولات خود را از این طریق عرضه می کنند تا با حذف واسطه ها، سود بیشتری را از ایجاد رابطه B2C به دست بیاورند. بعضی دیگر از فروشندگان کالاهای اقساطی نیز، با ایجاد تعامل با شرکت های تولید کننده، اقدام به فروش کالا آنها در ساختار فروشگاهی خود به صورت قسطی می نمایند. از این رو تامین سرمایه خرید از طریق وام اقساطی اختصاص یافته برای افراد و اقشار مختلف فراهم خواهد شد. 
در ایران خرید اقساطی کالا در بازه های 3 الی 60 ماه و بسته به نوع کالا ارائه می شود. برای این موضوع از چک یا سفته الکترونیکی به عنوان وجه الضمانه از خریدار گرفته می شود. سرویس هایی مانند اسنپ پی و فروشگاه اینترنتی خرید اقساطی هم در ایران بدون دریافت چک یا سفته و با توجه به عقبه و خوش حسابی مشتریان خود تا 4 ماه امکان ارائه کالا را به صورت اقساطی فراهم آورده اند.